# Душан Б. Бањац (пуковник)
Душан Б. Бањац, (Бравско, код Босанског Петровца, 6. април 1938 — Нова Горица, 5. јун 2009) био је пуковник ВРС.

## Биографија
Средњу техничку школу завршио је 1958. у Београду, Електротехнички факултет 1964. у Љубљани, а Школу за резервне официре техничке службе 1965. у Загребу. У ЈНА је службовао у гарнизону Бања Лука. Био је директор више организационих јединица у предузећу "Руди Чајавец". У ВРС је био од дана њеног оснивања до пензионисања, 24. септембра 1996. У чин пуковника унапријеђен је 16. јуна 1995.

## Одликовања и признања
Одликован у ЈНА:
- Орден за војне заслуге са златним мачем и
- Орден народне армије са златном звијездом.